# Kjalarnes
Kjalarnes é uma localidade na Islândia. Em 2018 tinha uma população de cerca de 587 habitantes.